# Salvatore Monosilio

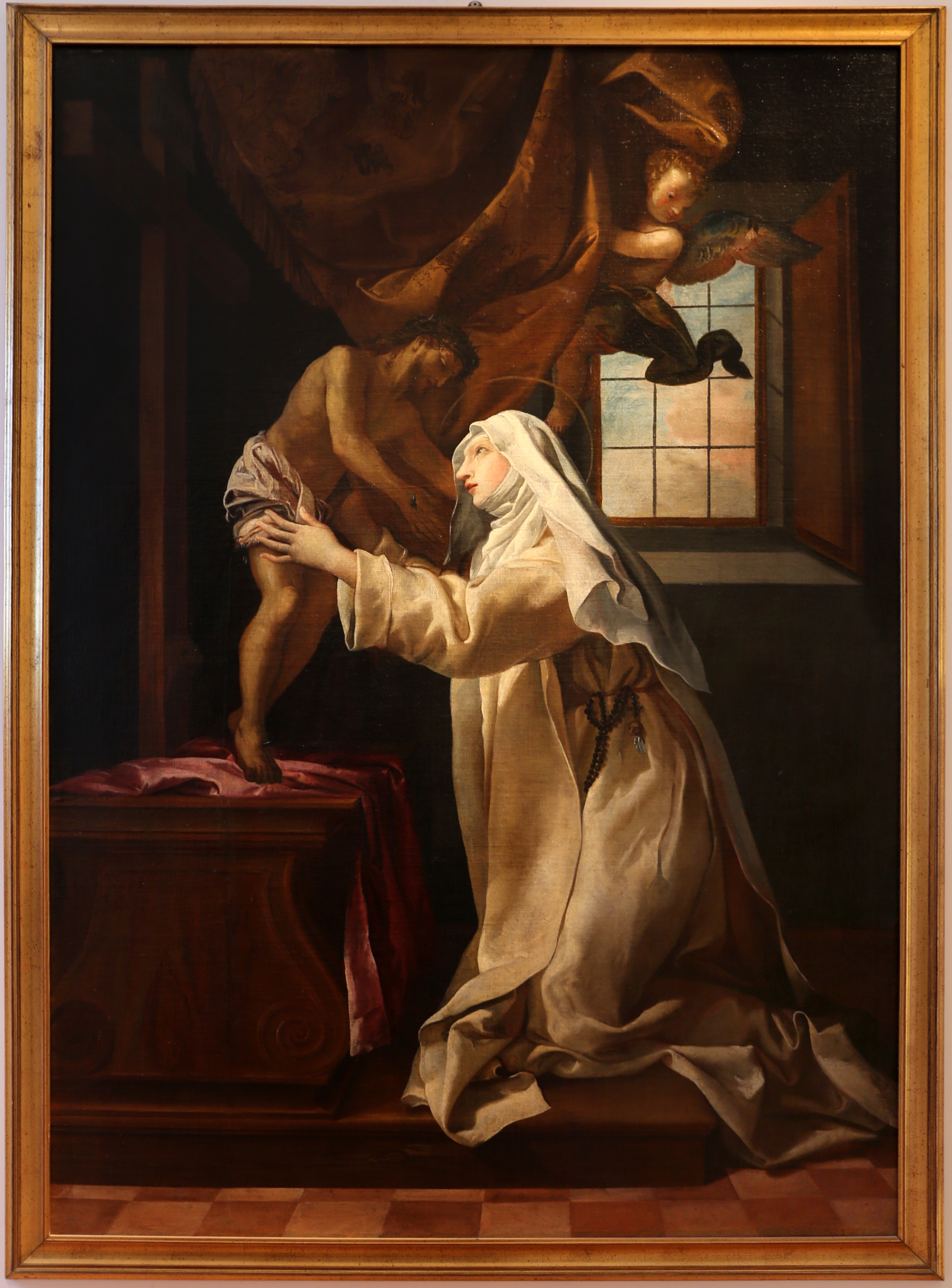
Miracolo di santa Caterina de' Ricci

Salvatore Monosilio (Messina, 30 maggio 1715 – Roma, 6 ottobre 1776) è stato un pittore italiano.

## Biografia
Nato a Messina ebbe una formazione iniziale presso la bottega di Letterio Paladino. Presto si trasferì a Roma per essere allievo di Sebastiano Conca. Nella Città Eterna realizzò gli affreschi culminanti con la Gloria di sant'Anna nelle volte della cappella omonima della chiesa di San Paolo alla Regola.
Per il Collegio Nuovo Calasanzio dipinse un San Giuseppe Calasanzio riceve stimmate e nel 1747c. il dipinto San Pasquale Baylon per la terza cappella della chiesa dei Santi Quaranta Martiri e San Pasquale Baylon. Su commissione di Papa Benedetto XIV ripristinò alcuni ritratti di papi nelle collezioni vaticane specie nella trabeazione della basilica di San Paolo fuori le mura sotto la direzione del canonico Giovanni Marangoni.
Inviò a Messina due tele per il Collegio dei Gesuiti e una rappresentazione del santo titolare per la chiesa di Sant'Andrea Avellino. Da gran parte delle sue opere furono ricavate incisioni per opera di Michele Sorello.
- 1744, membro della Congregazione dei Virtuosi al Pantheon.
- 1762, membro dell'Accademia di San Luca.

## Opere
- 1740c., Assunzione e Conversione di San Paolo, dipinti già sul terzo altare di destra e sul terzo di sinistra della distrutta chiesa della Santissima Trinità della Congregazione della Missione a Montecitorio, luogo di culto interamente ricostruito tra il 1739 e il 1743. Insieme ad altre pale della chiesa, le tele si conservano oggi presso il Pontificio Collegio Leoniano nel quartiere Prati di Castello in Roma.
- 1740c., Trinità, dipinto per la chiesa della Congregazione della missione presso il Pontificio Collegio Leoniano nel quartiere Prati di Castello in Roma.
- 1737c., Madonna con Bambino con San Giuseppe e San Vincenzo de Paoli, dipinto documentato nel Noviziato della Congregazione della missione presso la chiesa della Santissima Trinità della Congregazione della Missione a Montecitorio in Roma.
- 1761, Costantino ordina la distruzione degli idoli, opera firmata e datata facente parte delle collezioni dell'Accademia di San Luca.
- 1764c., Madonna con il Bambino raffigurata con San Francesco di Sales e Tommaso di Villanova, dipinto, opera custodita nella chiesa di Santa Lucia del Gonfalone di Roma.
- 1767, Giovanni Canzio, dipinto, opera custodita nella chiesa di Santo Stanislao dei Polacchi di Roma.[1]
- 1767, Giovanna di Chantal, stendardo processionale, opera documentata nella chiesa di Santo Stanislao dei Polacchi di Roma.[1]
- 1767, Strage degli innocenti e Sant'Andrea, dipinti custoditi nella cattedrale del Wawel di Cracovia.
- 1772 e 1775, Mosaici, cartoni preparatori per i mosaici della Cappella Gregoriana in basilica di San Pietro in Vaticano di Roma.
- XVIII secolo, Dipinti, opere documentate nella chiesa di Gesù e Maria delle Trombe,[6] fra essi un'Orazione di Gesù nell'orto malridotto, oggi al Museo regionale di Messina.
- XVIII secolo, Sant'Andrea Avellino, dipinto, opera documentata nella chiesa di Sant'Andrea Avellino di Messina.[7]
- XVIII secolo, San Rocco, Sant'Atanasio, Sant'Antonio di Padova, San Sebastiano, commissione di 7 dipinti su tela, di cui 4 custoditi nel transetto della chiesa di San Pietro di Vicovaro.
- XVIII secolo, Cristo affida il suo gregge a Pietro, pala dell'altare maggiore della chiesa di San Pietro di Vicovaro.
- XVIII secolo, Padre Eterno, dipinto su ovale, unica realizzazione di commissione più consistente, opera custodita nel Tempietto di San Giacomo di Vicovaro.
- XVIII secolo, San Barnaba raffigurato con Sant'Antonio Abate, Papa Telesforo e Tiburzio, dipinto, opera documentata nella chiesa di San Barnaba e San Tommaso di San Ginesio.[1]
- XVIII secolo, Predica di San Bernardino e relativo bozzetto, opere custodite presso l'Arciconfraternita dei Senesi della chiesa di Santa Caterina da Siena di Roma.